# Narkolepsija
Narkolepsija je motnja spanja ali "patološka potreba po spanju", ki je posledica gensko pogojene nevrološke bolezni. Kaže se predvsem kot čezmerna dnevna zaspanost, pojavlja pa se tako pri ljudeh kot pri živalih.

## Simptomi
Simptomi narkolepsije so predvsem prekomerna zaspanost čez dan, nenormalno hitro oftalmično gibanje (hitro gibanje očesnega zrkla ali angl. rapid eye movement - REM), katapleksija (nenadna ohromelost oziroma izguba mišične moči), hipnagogične halucinacije (prividi in prisluhi v polsnu) in spalna paraliza.

## Vzrok
Ključen protein je hipokretin oz. oreksin, nevropeptidni hormon, ki nastaja v hipotalamusu pri vseh vrstah vretenčarjev. 
Hormon vpliva na apetit in spanje, narkoplektiki imajo dedne genetske napake, zaradi katerih je izločanje hormona ali njegovo delovanje spremenjeno. Nekateri primeri bolezni so povezani z Niemann-Pickovo boleznijo ali s Prader-Willijevim sindromom..

## Zdravljenje
Zdravljenje je odvisno od simptomov. Čezmerna zaspanost preko dneva se zdravi s stimulatorji centralnega živčnega sistema (npr. metilfenidat, amfetamin, metamfetamin), katapleksija in REM pa s tricikličnimi antidepresivi (npr. imipramin in amitriptilin).

## Narkolepsija pri psih
Narkolepsija se pojavlja tudi pri psu, npr. pri jazbečarju, labradorcu in dobermanu. Vzročna mutacija je lokus Hcrt, ki kodira receptor za hipokretin.